# Mir
 Ovo je glavno značenje pojma Mir. Za druga značenja pogledajte Mir (razdvojba).
Mir se obično definira kao razdoblje bez ratova. Druge definicije mira uključuju slobodu od prepirki, spokoj, harmoniju ili unutarnje zadovoljstvo i vedrinu i dr. jer se značenje riječi mir mijenja s kontekstom.
Mir se može odnositi na dogovor za završetak rata ili prestanak okupacije. Mir se također može odnositi općenito. Na kraju, mir može biti bilo koja kombinacija ovih definicija.
U svojem najfantastičnijem značenju, mir označava stanje potpuna harmonije, bez ikakvih konflikata ne samo između ljudi, nego i između ljudi i prirode, i stvorenja u prirodi (međusobno).
Postoji više teorija i definicija mira, a neke od njih su: mir kao nesebičan čin ljubavi, mir kao odsutnost nasilja i zla s prisutnošću pravde, fantastičan
mir, unutarnji mir i dr.
Jednostavna i neopširna definicija mira kaže da je mir odsutnost ratova. (Još su Rimljani mir definirali kao odsutnost ratova; Pax, absentia belli).
Organizacija koja je zadužena za održavanje mira između naroda su Ujedinjeni narodi. Mir može biti dobrovoljan, tako da se potencijalni agresori obvezuju da će se suzdržavati od nemira, ali može biti i prisilan, tako da se oni koji bi mogli izazivati nemire prisile na mir. Od 1945. svijet je bio samo
26 dana bez ratova.
Iako su prapovijest i povijest pune sukoba, neke su države i narodi ipak uspjeli sačuvati mir koji je trajao generacijama. To su primjerice Švedska, Švicarska, Kostarika, Pennsylvania, Amiši...